# Ignacy Leonard Petelenz

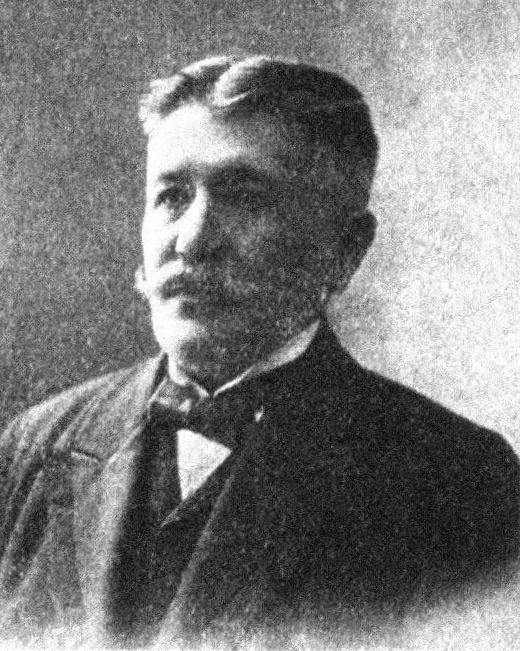
Petelenz Ignacy Leonard (vor 1907)

Ignacy Leonard Petelenz (* 14. September 1850 in Turka, Galizien, Kaisertum Österreich; † 20. Juni 1911 in Krakau) war polnischer Gymnasiallehrer und Politiker. Er war von 1907 bis 1911 Abgeordneter zum Österreichischen Abgeordnetenhaus.

## Ausbildung und Beruf
Petelenz wurde als Sohn des Finanzwach-Kommissärs Antoni Petelenz geboren. Er besuchte das Gymnasium in Suczawa in der Bukowina und wechselte bis 1869 an das Gymnasium in Lemberg. Er studierte bis 1872 Philosophie (Mathematik und Naturwissenschaften) an der Universität Lemberg und legte 1874 die Lehramtsprüfung ab. Er wurde 1877 Professor für Naturgeschichte, Mathematik und Physik am Franz Joseph-Gymnasium in Lemberg und arbeitete zwischen 1881 und 1889 als Honorardozent für Zoologie an der Technischen Hochschule Lemberg. Im Jahr 1889 erfolgte seine Beförderung zum Direktor des Gymnasiums in Sambor, 1896 wechselte er als Direktor an die I. Oberrealschule in Krakau. Im Jahr 1908 wurde Petelenz beurlaubt und widmete sich seiner politischen Laufbahn.

## Politik und Funktionen
Petelenz wurde vor 1896 Gemeinderat in Sambor und wirkte zwischen 1909 und 1911 als Gemeinderat in Lemberg. Zudem wirke er als Obmann des demokratischen Vereins in Krakau. Petelenz gewann 1901 die Nachwahl im galizischen Städtewahlkreis 2 (Krakau) und folgte damit am 17. Oktober 1901 dem verstorbenen Abgeordneten Ferdynand Weigel nach. Im Anschluss war er von 1907 bis zu seinem Tod Abgeordneter im Wahlbezirk Galizien 11.

## Privates
Petelenz war in erster Ehe mit Agrypina von Ferliewicz verheiratete, die jedoch nach zwei Jahren Ehe verstarb. Im Jahr 1895 heiratete er Maria Tekla Zawadil, mit der er zwei Söhne und eine Tochter bekam.

## Publikationen
- Darwin i znaczenie teoryi jego dla biologii (1883)
- O planie lekcyjnym dla nauki historyi naturalnejw gimnazyach (1884)
- Podręcznik do nauki zoologii w klasach wyższych szkół średnich (1891)
- Podręcznik zoologii. Kurs wyższy (1900)
- Zoologia dla klas wyższych szkół średnich (1902)